# 森祐理
森 祐理（もり ゆり）は日本のゴスペルシンガー。NHK教育テレビ『ゆかいなコンサート』歌のお姉さんほかテレビ、ラジオに出演。

## 略歴
大阪府堺市南区高倉台出身。堺市立高倉台小学校、堺市立三原台中学校卒業。1986年（昭和61年）大阪府立泉陽高等学校卒業。京都市立芸術大学音楽学部（声楽専修）卒業。
学生時代、世界福音伝道団洛西キリスト教会で活動。卒業後、NHK教育テレビ『ゆかいなコンサート』の歌のお姉さんとして出演。ラジオや、数多くのミュージカルでも活躍した。そのほかNHK京都放送局『くらしのチャンネル』リポーター、キリスト教系テレビ『ハーベスト・タイム』にもレギュラー出演していた。

## 人物
仏教の家庭で生まれ育ったが、ミッションスクール付属の幼稚園に通っていた。
堺市立高倉台小学校4年生の時、母親が自宅で経営の英会話教室にやって来たアメリカ人宣教師に出会い、小学6年生の時に日本メノナイト・ブレザレン教団泉北キリスト教会の日曜学校に通い始める。最初は森祐理本人のみが教会に通っていたが、やがて家族全員で教会に通うようになり、大阪府立泉陽高等学校2年生の時に洗礼を受けた。
小学生の時から宝塚歌劇団のファンで、堺市立三原台中学校と泉陽高校の卒業文集に、「将来は宝塚の女優になりたいです。」と書いていた。しかし、声楽を教わっていた教師から「背が小さ過ぎる。もし、宝塚に入れても、後ろで踊る事しか出来ないから、歌を歌って、歌手になりなさい。」と言われ、泉陽高校卒業後、京都市立芸術大学音楽学部（声楽専修）に進学。歌手への道を歩み始めた。

### 歌は被災地へ“心の救援物資”
1995年（平成7年）の阪神・淡路大震災により、神戸大学法学部4年生で読売新聞に就職内定していた弟・渉（わたる）が東灘区の下宿で犠牲となった。（なお、震災で亡くなった弟は同じく泉陽高校の卒業生だが、神戸大学では五百籏頭眞のゼミ生であり、泉北メモリアルホールで行われた弟の告別式では、五百籏頭氏も来て弔辞を読んだ。）
弟を亡くした「失望を希望に変えたい」と決意。相談した神戸市に住む知人の映像制作プロダクション代表者によるプロデュースで、同年3月から1997年2月まで『希望の翼コンサート』を開いた。
希望の翼コンサートは西宮市を皮切りに神戸市内・阪神間・淡路島の各被災地で開催。宝塚の老人福祉施設を最終回として、炊き出しのあった公園、焼け野が原の特設ステージ公園でのストリート形式、幼稚園や保育所の一室を借りて等、信仰の壁をも乗り越えて約30箇所で開催され主幹アーティストとして出演した。
この活動終了と同時に発売されたシングルCD『幸せ運べるように』は、その後も各地の被災地で歌い継がれ、台湾語にも訳され、台湾でも歌われている。
2009年春からは大阪市在住で、ニューライフキリスト教会の教会員であり、教会・福祉施設・刑務所等で年間100回以上のコンサートを行っている。
2006年には、特定非営利活動法人ワールド・ビジョン・ジャパンのアソシエート・アーティストおよび日本国際飢餓対策機構の親善大使に就任。新潟県中越沖地震やスマトラ島沖地震、熊本地震 (2016年)では現地で被災者を励ますコンサートを行った。
2007年10月には初の作詞となる歌が収録された『優しさのとびら-心のふるさとII』をリリース。

## 出演

### ラジオ
- モリユリのこころのメロディ（2014年10月3日 - 、ラジオ関西） - 毎週木曜放送[6]。

## 主な作品

### CD
- しあわせ運べるように
- ワンダフルギフト
- 心のふるさと〜童謡から賛美歌へ〜
- 愛心的虹橋(台湾語)
- 幸福帯到毎個人心房(台湾語)
- スクリーン―映画の中の賛美歌―
- My　Dear-あなたに-
- Touching　The　Hearts―光の中へ―
- クリスマスの贈り物
- True Love
- 優しさのとびら

### ビデオ
- ヴェジテールズ (声の出演、『アスパラガスジュニア』役)
- ハーベスト・セレクション〜希望の翼はばたく〜

### 著書
- 賛美(うた)の翼にのせて
- モリユリの手話賛美
- 歌の旅をつづけて
- 喪失が希望に変わるとき